# Drimeotus
Drimeotus es un género de escarabajos perteneciente a la familia Leiodidae.

## Especies
Se reconocen las siguientes:
- Drimeotus attenuatus
- Drimeotus blidarius
- Drimeotus bokori
- Drimeotus breiti
- Drimeotus chyzeri
- Drimeotus entzi
- Drimeotus hickeri
- Drimeotus horvathi
- Drimeotus kovacsii
- Drimeotus kraatzii
- Drimeotus laevimarginatus
- Drimeotus mihoki
- Drimeotus octaviani
- Drimeotus ormayi
- Drimeotus osoiensis
- Drimeotus plesai
- Drimeotus puscariui
- Drimeotus racovitai
- Drimeotus viehmanni